# إطار موسر لتخطيط النوع الاجتماعي

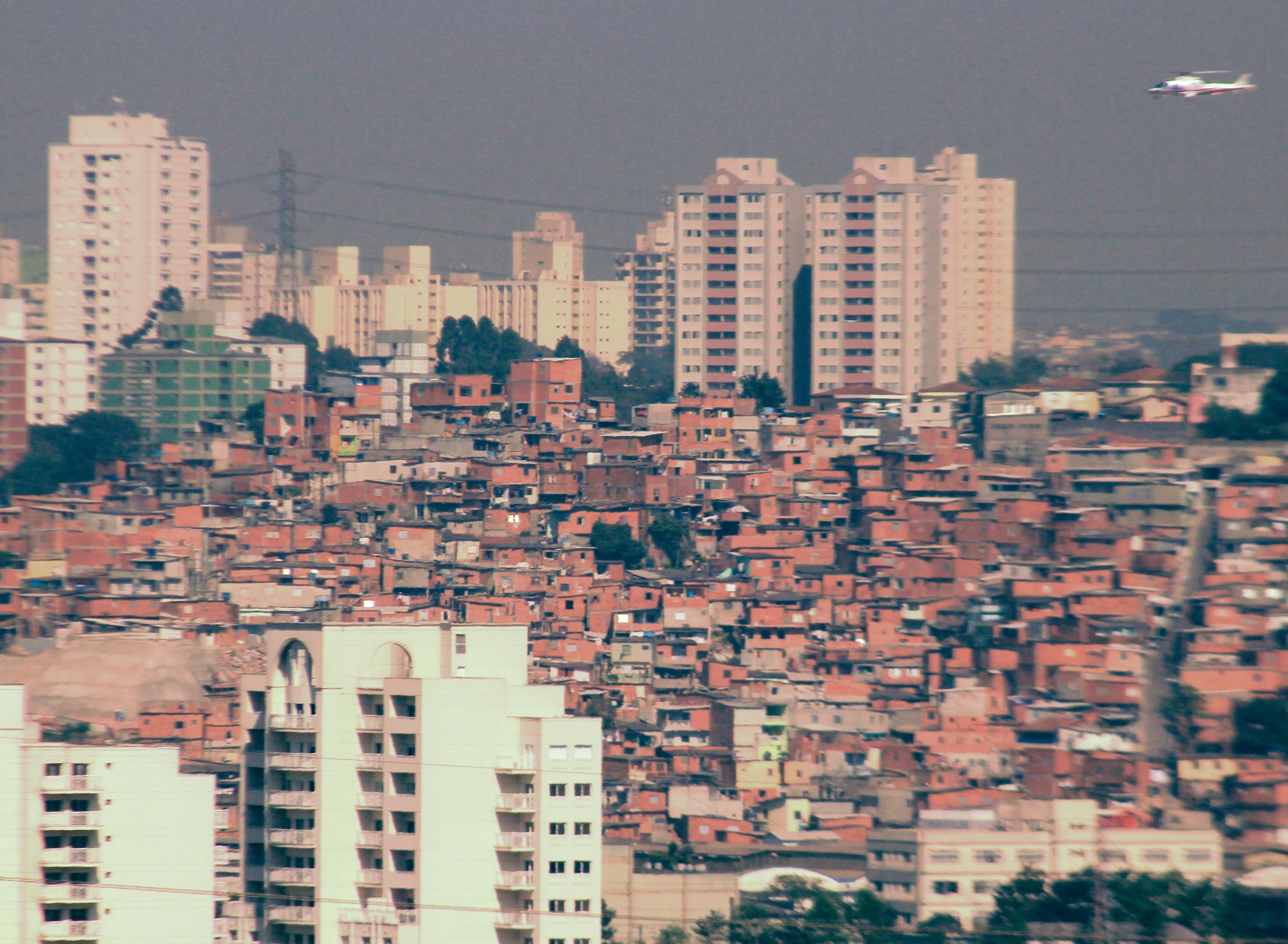

إطار موسر لتخطيط النوع الاجتماعي هو أداة لتحليل النوع الاجتماعي في التخطيط الإنمائي والذي قامت بتطويره كارولين موسر، والهدف منه هو تحرير المرأة من التبعية والسماح لها بتحقيق المساواة والعدالة وتمكينها.

## نظرة عامة
ويتبع إطار موسر نهج النوع الاجتماعي والتنمية في التشديد على أهمية العلاقات بين الجنسين. وكما هو الحال مع إطار هارفارد التحليلي الذي يستند على WID،
فإنه يتضمن مجموعة من الحقائق التجريبية الكمية. وبالإضافة إلى ذلك، فإنه يحقق في الأسباب والعمليات التي تؤدي إلى اصطلاحات الوصول والتحكم. ويتضمن إطار موسر تحديد أدوار الأنواع الاجتماعية وتقييم الاحتياجاتهم والفصل بين مراقبة الموارد واتخاذ القرارات داخل الأسرة  والتخطيط لموازنة الدور الثلاثي والتمييز بين الأهداف المختلفة للتدخلات وإشراك المرأة والمنظمات القائمة على مراعاة نوع الجنس في التخطيط. ويقر الإطار بوجود عنصر سياسي لتخطيط النوع الاجتماعي ويفترض أن تعالج العملية الصراعات.
ويرتكز الإطار على ثلاثة مفاهيم أساسية هي: الدور الثلاثي للمرأة والاحتياجات العملية والإستراتيجية للنوع الجنسي وفئات نهج السياسة العامة في إدارة شؤون المرأة. ويتألف الدور الثلاثي من أنشطة إنجابية وإنتاجية وإدارة مجتمعية. والاحتياجات العملية، إذا توفرت، تساعد المرأة في الانشطة الحالية. وتحول الاحتياجات الإستراتيجية، إذا توفرت هي الأخرى، توازن القوى بين الرجل والمرأة. وتتضمن الفئات المختلفة لنهج السياسة العامة في إدارة التنمية العالمية، التي قد تكون مناسبة أو غير مناسبة، الرعاية الاجتماعية (الإعانات)، والإنصاف، ومكافحة الفقر، والكفاءة والتمكين.

## الوسائل
ويوفر إطار العمل ست وسائل.
الوسيلة 1 تحدد أدوار الجنسين: ما يقوم به المرأة والرجل والفتيان والفتيات في مختلف الأنشطة الإنتاجية والإنجابية وأنشطة إدارة المجتمعات المحلية.
الوسيلة 2 تحدد الاحتياجات العملية والإستراتيجية للمرأة.
الوسيلة 3 تحدد ملف تعريف الوصول والتحكم لموارد وفوائد النشاط الاقتصادي.
الوسيلة 4 تدرس الأثر الذي ستتركه سياسة أو مشروع أو برنامج جديد على الأدوار الثلاثة. قد يؤثر التغيير الذي يعالج منطقة ما على أخرى بشكل إيجابي أو سلبي.
الوسيلة 5 تنظر في كيفية معالجة نهج الرعاية والإنصاف ومكافحة الفقر والكفاءة والتمكين للاحتياجات العملية أو الإستراتيجية. والنهج المتبعة ليست حصرية على نحو متبادل.
الوسيلة 6 تنظر في الطريقة التي يمكن بها إشراك المرأة والمنظمات والأفراد المدركين لنوع الجنس في العملية.

## القيود
بالرغم من استعمال إطار العمل بصورة واسعة، إلا أنه تعرض لبعض النقد. كما يمكن أن يوجه مبدأ الأدوار الجندرية إلى التستر على مبدأ العلاقات الجندرية. ومن الممكن أن يعطي شعور بالتوازن المستتب، وتقبل الأنشطة الطبيعية وحقوق كل فرد، بينما في الحقيقة، يوجد تفاوض مستمر وتعارض وتشويه. لا يحتوي إطار العمل على تطور البناء الاجتماعي والاقتصادي عبر الزمن. إنما يخاطب الإطار فقط عدم المساواة الجندرية، ولا يعتبر الأنواع الأخرى من عدم المساواة، مثل الطبقية، عنصرية.
جادلت نايلة كبير بأن مبدأ الدور الثلاثي يحقق الاختلاف بين النشاط والنتيجة. فعلى سبيل المثال، من الممكن أن تحقق الأم نتيجة العناية المنزلية بالطفل عن طريق حضانة مشتركة أو من خلال خدمات خاصة أو تسهيلات الدولة. ويعتبر هذا مختلفًا جدًا في الشروط بالنسبة لتأثيرهم على المرأة.